# Yingvirus
Yingvirus ist eine Gattung von Viren; die einzige Gattung in der Familie Qinviridae der Ordnung Muvirales, Klasse Chunqiuviricetes. Es handelt sich um einzelsträngige RNA-Viren negativer Polarität.

## Etymologie
Die Etymologie der Gattung Yingvirus und ihrer äußeren Systematik ist nach ICTV:
- Der Name Yingvirus leitet sich ab von 嬴 (chinesisch yíng), dem Namen des Geschlechts des chinesischen Herzogs Mù von Qín (en. Duke Mù of Qín) aus der Zeit der Frühlings- und Herbstannalen, zusammen mit dem Suffix -virus für Virusgattungen.
- Die Bezeichnung der Familie Qinviridae kommt von 秦 (chinesisch Qín), was sich auf den Staat Qín bezieht, zusammen mit dem Suffix -viridae für Virusfamilien.
- Muvirales leitet sich ab von  穆 (chinesisch Mù), was sich wieder auf den Herzog Mù von Qín bezieht, zusammen mit dem Suffix -virales für Virusordnungen.
- Der Name Chunqiuviricetes  rührt von 春秋时代 (chinesisch Chūnqiū Shídài) her, der chinesischen Bezeichnung für die Zeit der Frühlings- und Herbstannalen, zusammen mit dem Suffix -viricetes für Virusklassen.

## Systematik
Das International Committee on Taxonomy of Viruses (ICTV) hat mit Stand Mai 2024 folgende sieben Spezies in der Gattung Yingvirus bestätigt:
Gattung Yingvirus
- Spezies Yingvirus beihaiense (Beihai-Yingvirus) mit Běihǎi sesarmid crab virus 4 (BhSCV4)
 (von der chinesischen Stadt Běihǎi)
- Spezies Yingvirus charybdis (Charybdis-Yingvirus) mit Wēnzhōu qinvirus-like virus 2 (WzQLV2)
 (vom Meeresungeheuer Charybdis der griechischen Mythologie)
- Spezies Yingvirus hubeiense (Hubei-Yingvirus) mit Húběi qinvirus-like virus 1 (HbQLV1)
 (von der chinesischen Provinz Húběi)
- Spezies Yingvirus sanxiaense (Sanxia-Yingvirus) mit Sānxiá qinvirus-like virus 1 (SxQLV1)
 (von der Drei-Schluchten-Region am Jangtsekiang, chinesisch Sān Xiá)
- Spezies Yingvirus shaheense (Shahe-Yingviru) mit Shāhé qinvirus-like virus 1 (ShQLV1)
 (von der Stadt Shāhé)
- Spezies Yingvirus wenzhouense (Wenzhou-Yingvirus) mit Wēnzhōu qinvirus-like virus 1 (WzQLV1)
 (von der Stadt Wēnzhōu)
- Spezies Yingvirus wuhanense (Wuhan-Yingvirus) mit Wǔhàn insect virus 15 (WhIV15)
 (von der Stadt Wǔhàn, ehem. Typusspezies)
- Spezies Yingvirus xinzhouense (Xinzhou-Yingvirus) mit Xīnzhōu nematode virus 3 (XzNV3)
 (von der Stadt Xīnzhōu)

## Genom
Über die Struktur der Viruspartikel (Virionen) der Yingvirus-Spezies ist wenig bekannt. Genom-Längen nach NCBI sind:
- Beihai yingvirus: Beihai sesarmid crab virus 4 (7380 nt)
- Hubei yingvirus: Hubei qinvirus-like virus 1 (7366 nt)
- Sanxia yingvirus: Sanxia Qinvirus-like virus 1 (8238 nt)
- Wenzhou yingvirus: Wenzhou qinvirus-like virus 2 (8052 nt)